# NK News
NK News é um site dos Estados Unidos baseado em assinaturas que fornece notícias e análises sobre a Coreia do Norte. Fundado em 2011, está sediado em Seul, na Coreia do Sul, com repórteres em Washington, D.C. e Londres. As reportagens são baseadas em informações coletadas de fontes do país, visitantes ocidentais que retornaram da Coreia do Norte recentemente, histórias arquivadas pela Agência Central de Notícias da Coreia (KCNA), entrevistas com desertores e relatórios publicados por ONGs e governos ocidentais. O fundador e diretor administrativo do site é Chad O'Carroll, ex-funcionário do German Marshall Fund, que já escreveu sobre questões da Coreia do Norte para o The Telegraph.

## Controvérsias
No início de 2014, o NK News foi parcialmente bloqueado pelo governo da Coreia do Sul ostensivamente por violar a Lei de Segurança Nacional do país, um regulamento de censura que proíbe alguns relatórios originários da Coreia do Norte.
Em novembro de 2014, o NK News publicou uma série de acusações do ex-jornalista da Associated Press Nate Thayer, sugerindo que o escritório da AP em Pyongyang havia assinado acordos secretos com o governo norte-coreano que comprometeram sua independência e integridade jornalística. A AP negou os relatórios e disse que Thayer era apenas um ex-funcionário insatisfeito.
NK News foi acusado de ser uma fachada para a CIA por membros da Associação de Amizade com a Coreia, que é uma associação de amizade com sede na Espanha e Coreia do Norte.